# عملية عاشوراء (إيران)
عملية عاشوراء (بالفارسية: عملیات عاشورا) هي عملية عسكرية خلال حرب الخليج الأولى. أُطلقت في 17 أكتوبر 1984 من قبل الحرس الثوري الإيراني والجيش الإيراني ضد الجيش العراقي. وكان الرمز العسكري لهذه العملية هو "يا أبا عبدالله الحسين (ع)"، وقد أدت العملية في النهاية إلى استعادة أكثر من 50 كيلومترًا مربعًا من المناطق المحتلة في محافظة عيلام، إيران.
قبل 12 يومًا من بداية الحرب الرسمية بين إيران والعراق، في 10 سبتمبر 1980، دخل الجيش العراقي محافظة عيلام واحتل منطقة ميمك. ونتيجة لعملية عاشوراء، استعاد الجيش الإيراني خمسين كيلومترًا مربعًا من المنطقة، وأوقع خسائر تقدر بحوالي 5000 جندي عراقي بين القتلى والجرحى، كما أسر 190 من أفراد الجيش العراقي.
ومن بين غنائم الحرب التي حققتها إيران، ما يلي:
4 دبابات، 7 مركبات، 6 بنادق عيار 106 ملم، 29 هاون، وعدد كبير من الأسلحة الصغيرة من الجيش العراقي.

## معرض الصور

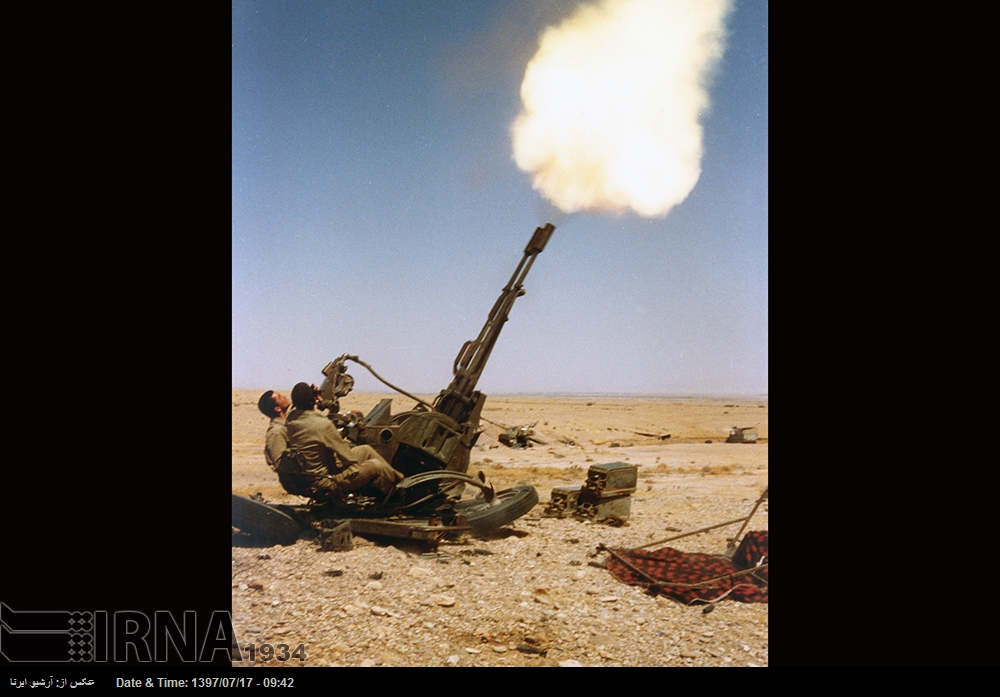
17 أكتوبر 1984 - بدء عملية عاشوراء
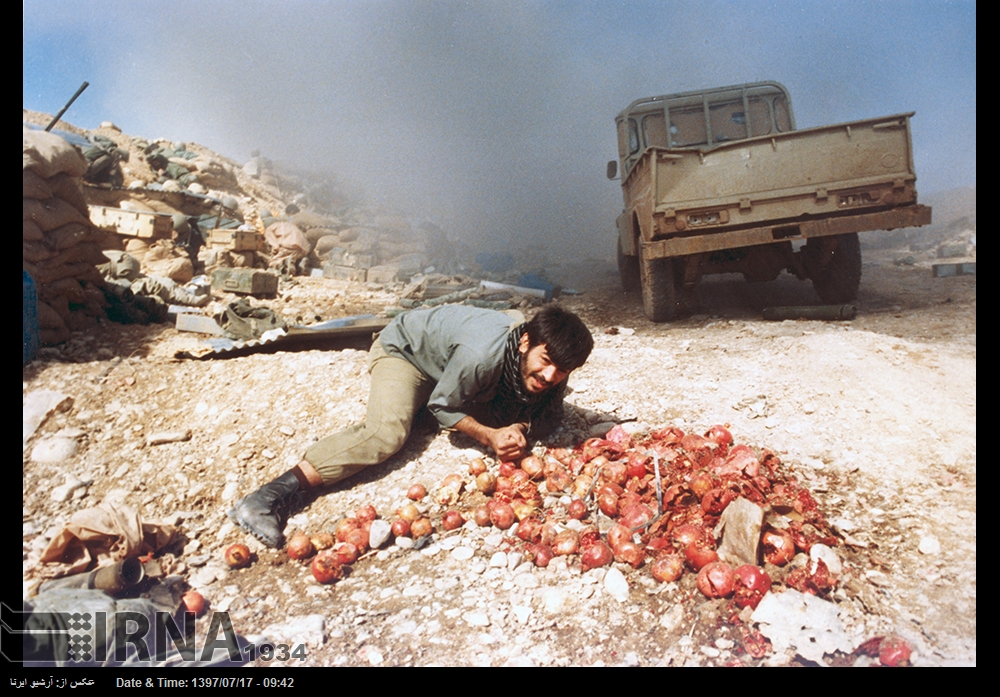
17 أكتوبر 1984 - بدء عملية عاشوراء
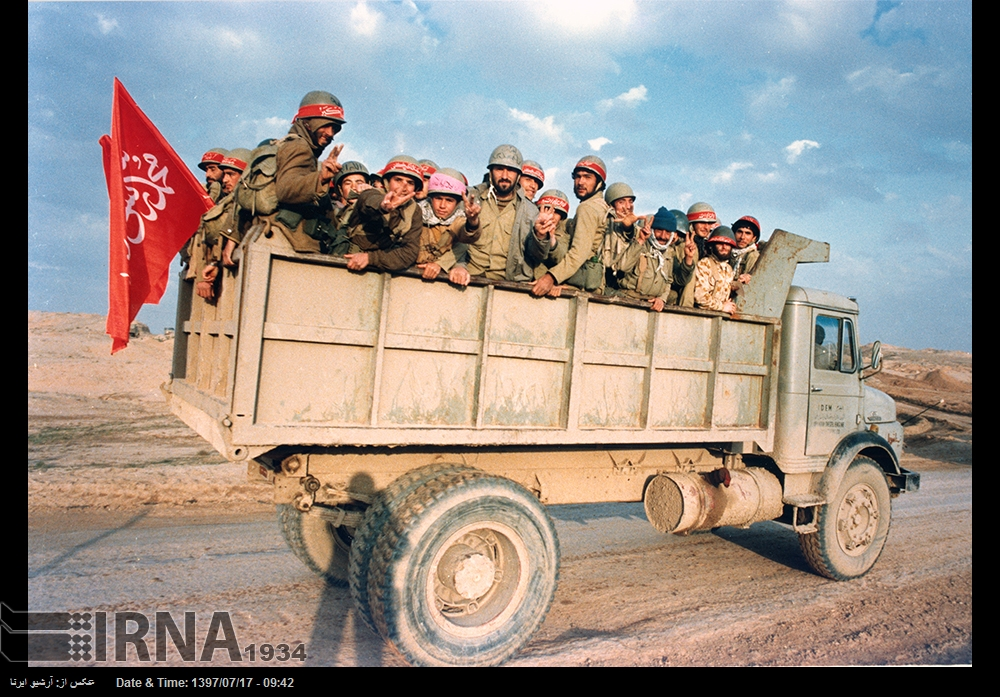
17 أكتوبر 1984 - بدء عملية عاشوراء
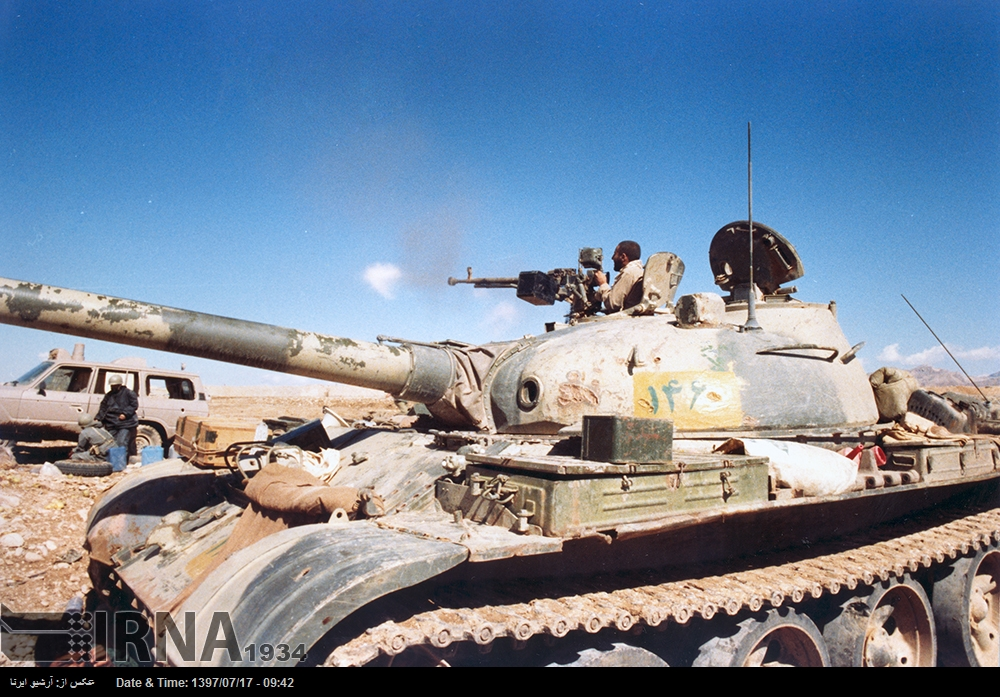
17 أكتوبر 1984 - بدء عملية عاشوراء
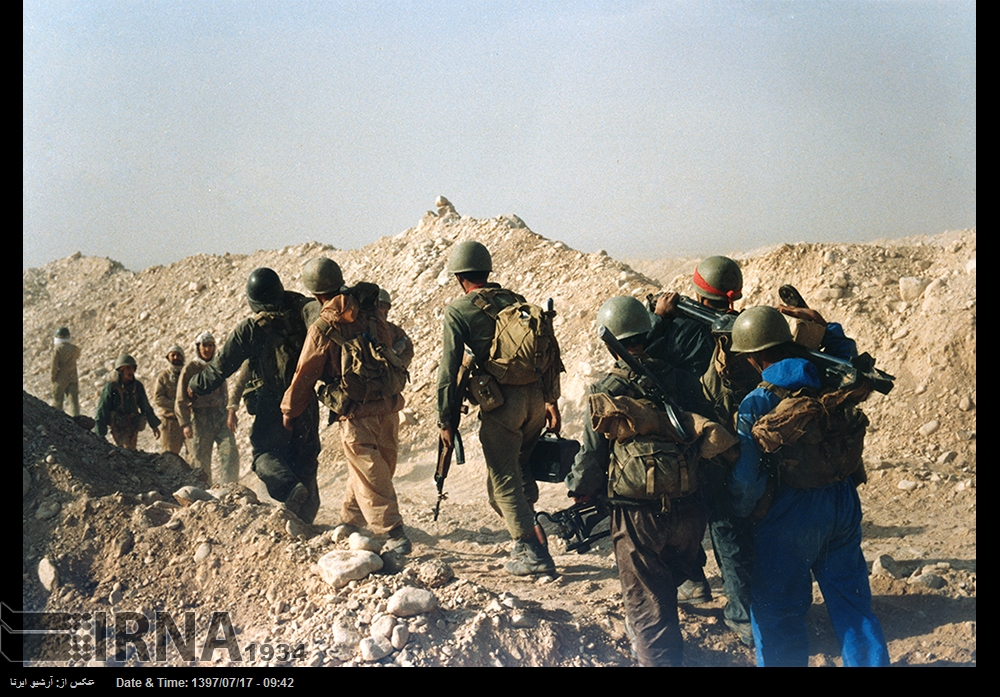
17 أكتوبر 1984 - بدء عملية عاشوراء
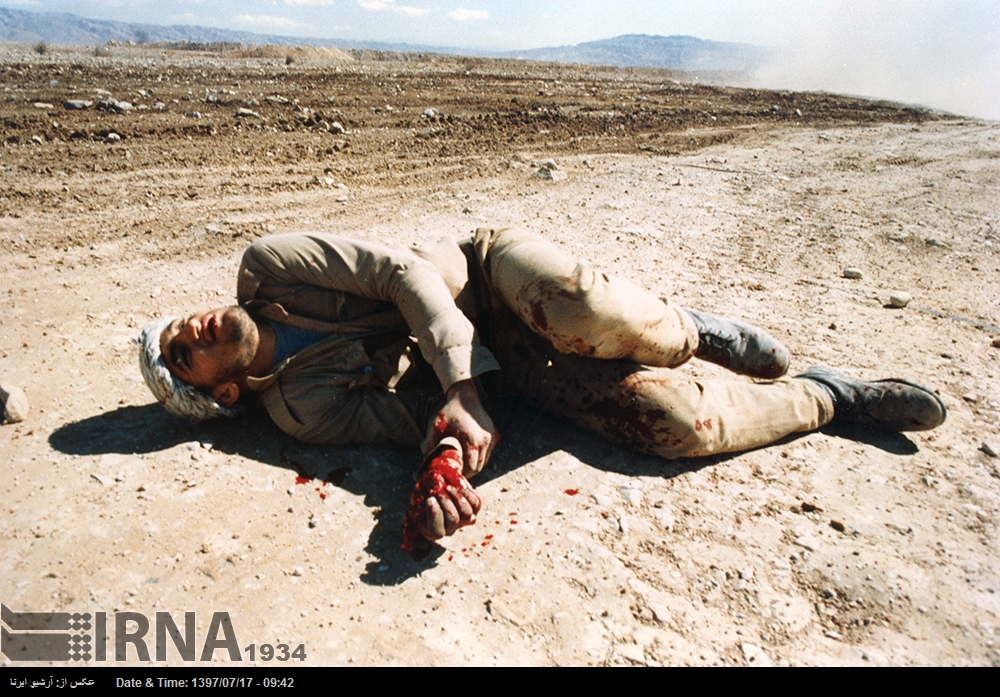
17 أكتوبر 1984 - بدء عملية عاشوراء